# Saul Perlmutter
Saul Perlmutter (Champaign-Urbana, Illinois, 22 de septiembre de 1959) es un astrofísico estadounidense del Laboratorio Nacional Lawrence Berkeley, profesor de física en la Berkeley. Miembro de la Academia Estadounidense de las Artes y las Ciencias fue elegido en 2003 a través de la Asociación Estadounidense para el Avance Científico (AAAS, por su siglas en inglés).
Perlmutter compartió en 2006 el premio Shaw en Astronomía y el Premio Nobel de Física 2011 con Adam Riess y Brian Schmidt por proporcionar pruebas sobre la aceleración de la expansión del Universo.

## Formación
Perlmutter se graduó en la Universidad de Harvard en 1981 magna cum laude. Se doctoró en Ciencias Físicas en Berkeley, Universidad de California en 1986.
La tesis de Perlmutter trató de la hipótesis sobre la existencia de la estrella Némesis, dirigido por Richard A. Muller.

## Actividades científicas
Ha ganado el Nobel de Física 2011 basado en sus trabajos previos en el Proyecto de Berkeley.
Perlmutter lideró el Proyecto Supernova Cosmology en el Laboratorio Nacional Lawrence Berkeley. Fueron junto con el equipo de investigación High-Z Supernova quienes hallaron evidencias de que la expansión del universo se está acelerando sobre la base de la observación de las estrellas supernova de clase Ia del universo profundo, datos obtenidos y cedidos para esta investigación por el proyecto Cálan Tololo, liderado por el astrónomo Mario Hamuy.
Las supernovas clase Ia se forman a partir de estrellas enanas blancas que incrementan su masa a partir de una compañera con la que forman un sistema binario o múltiple, de tal forma que el incremento de la masa, crea una situación crítica más allá del límite de Chandrasekhar, produciendo una intestabilidad y explotando.
Se cree en general que las supernovas clase Ia tienen esencialmente una misma intensidad energética y lumínica, y puede asumirse que en todos los casos viese a ser prácticamente lo mismo, por lo que se tiene calibrado una medida estándar de la luminosidad intrínseca.
Realizando mediciones de magnitud aparente puede inferirse en el conocimiento de la distancia a la que se halla la estrella, pudiéndose comparar con el corrimiento al rojo del espectro es posible conocer además la velocidad de la supernova.
El proyecto Supernova Cosmology, concluyó al igual que sus competidores, en que las distantes supernovas iban más retrasadas en su movimiento que la propia expansión del universo, en consecuencia, ésta se está acelerando desde hace miles de millones de años, desde cuanto sucedió el evento supernova.
Esta conclusión está siendo respaldada por otras líneas de investigación.
Perlmutter también lidera las investigaciones en el proyecto Supernova/Pruebas de aceleración, donde están colaborando en la construcción de un satélite dedicado a localizar y estudiar más estrellas supernovas a gran distancia. De esa manera podrán construir una teoría más consolidada acerca de la aceleración en la expansión del universo.
También es partípe del programa Berkeley de medición de la Temperatura de la Superficie de la Tierra, que ayudará a comprender el reciente calentamiento global a través de la realización de análisis de datos climáticos.
Perlmutter es profesor e imparte clases en la Universidad de California, Berkeley, Estados Unidos.

## Premios

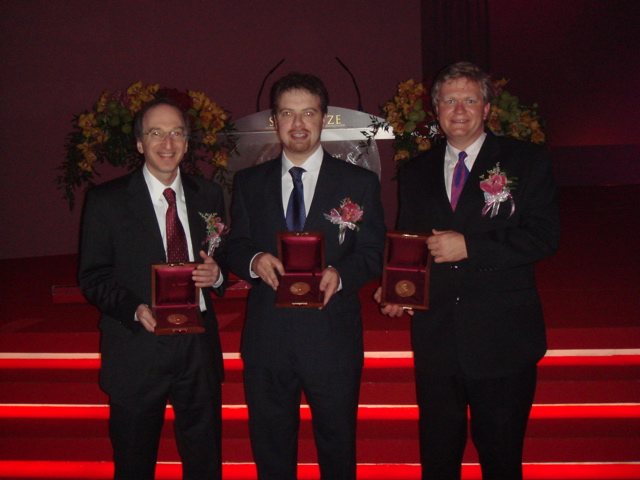
Perlmutter, Adam Riess y Brian P. Schmidt fueron galardonados en 2006 con el Premio Shaw en Astronomía. En 2011 han sido galardonados con el Premio Nobel de Física.

- 2002 - Premio de Física E.O. Lawrence del Departamento de Energía de los EE. UU.
- 2003 - Científico californiano del año.
- 2005 - Premio John Scott.
- 2005 - Premio Padua.
- 2006 - Premio Shaw en Astronomía, compartido con Adam Riess y Brian P. Schmidt.
- 2006 - Premio Internacional Antonio Feltrinelli.
- 2007 - Premio Gruber en Cosmología, dotado con medio millón de dólares estadounidenses, a él y a su equipo, Schmidt y el equipo High-Z Supernova, por el descubrimiento de la aceleración de la expansión del universo.
- 2011 - Premio Nobel de Física, compartido con Adam Riess y Brian P. Schmidt. El Premio Nobel está dotado con un premio económico de diez millones de coronas suecas, equivalentes aproximadamente a un millón cien mil euros. Perlmutter ha obtenido la mitad de ese premio, mientras que Riess y Schmidt comparten la otra mitad entre ellos.[2]
- 2011 - Ha sido mencionado para obtener la Medalla Albert Einstein junto con Adam Riess.

## Eponimia
El asteroide (231265) Saulperlmutter fue nombrado en su honor.